# Nowe życie (film)
Nowe życie (tytuł oryg. The Lazarus Project) – amerykański film fabularny (hybryda thrillera, dramatu i filmu psychologicznego) z 2008 roku, jednocześnie debiut reżyserski scenarzysty Johna Patricka Glenna. W większości regionów objętych dystrybucją film wydano z przeznaczeniem użytku domowego (patrz direct-to-video); polska premiera DVD miała miejsce 13 lipca 2009.

## Fabuła
Ben Garvey (Paul Walker) żyje sobie spokojnie w Dallas u boku kochającej żony (Piper Perabo) i uroczej córeczki. Pewnego dnia jego brat, który właśnie wyszedł z więzienia, proponuje mu wspólny skok na laboratorium, w którym przechowywane jest 12 kg złota. Początkowo Ben odmawia, ale kiedy wkrótce potem traci pracę, decyduje się na ten desperacki krok. Niestety akcja kończy się tragicznie, giną ludzie, a Ben trafia do więzienia. Sąd skazuje go na karę śmierci i kara ta – poprzez śmiertelny zastrzyk – zostaje wykonana. Jednak ku swojemu zdziwieniu zamiast wiecznego odpoczynku Ben otrzymuje... nowe życie. Budzi się jako dozorca w małym miasteczku w stanie Oregon. Okazuje się, że dostał od losu drugą szansę – będzie mógł normalnie funkcjonować, o ile nigdy nie przekroczy granic miasta, czyli pogodzi się z utratą dawnego życia i ukochanej rodziny.

## Obsada
- Paul Walker − Ben Garvey
- Linda Cardellini − Julie Ingram
- Tony Curran − William Reeds
- Bob Gunton − ojciec Ezra
- Piper Perabo − Lisa Garvey
- Lambert Wilson − Avery
- Shawn Hatosy − Ricky Garvey
- Brooklynn Proulx − Katie Garvey

## Produkcja
Zdjęcia do filmu realizowano począwszy od 15 kwietnia 2007 roku na terenie centralnej Kanady. Lokacje atelierowe obejmowały miejscowości prowincji Manitoba − Winnipeg (materiał kręcono m.in. na lokalnej uczelni, Canadian Mennonite University), Stonewall i Brandon. Produkcja filmu miała ruszyć we wrześniu 2005, lecz została odwleczona na przyszły rok.
Alternatywny tytuł projektu to The Heaven Project.